# Yuhina
Yuhina Hodgson, 1836 è un genere di uccelli passeriformi della famiglia Zosteropidae.

## Tassonomia
Comprende le seguenti specie:
- Yuhina castaniceps (Moore, F, 1854)
- Yuhina torqueola (Swinhoe, 1870)
- Yuhina everetti (Sharpe, 1887)
- Yuhina bakeri Rothschild, 1926
- Yuhina flavicollis Hodgson, 1836
- Yuhina humilis (Hume, 1877)
- Yuhina gularis Hodgson, 1836
- Yuhina diademata Verreaux, J, 1869
- Yuhina occipitalis Hodgson, 1836
- Yuhina brunneiceps Ogilvie-Grant, 1906
- Yuhina nigrimenta Blyth, 1845